# ГЕС Едлінг
ГЕС Едлінг — гідроелектростанція на річці Драва у австрійській провінції Каринтія, поблизу містечка Völkermarkt. Розташована між іншими електростанціями дравського каскаду — Аннабрюке (вище по течії) та Швабек.
Будівництво електростанції розпочалось у 1959 році та завершилось введенням в експлуатацію у 1962-му. Драву перекрили водопропускною греблею, при спорудженні якої здійснили земляні роботи в обсязі 0,345 млн м3 та використали 168 тис. м3 бетону. В результаті вище греблі утворилось витягнуте у міжгірській котловині водосховище із площею поверхні 10,5 км2 та об'ємом 83 млн м3. Це найбільше із водосховищ дравського каскаду в Австрії. Для відкачування води, що фільтрується через дамби, обладнано чотири насосні станції. Можливо також відзначити, що по греблі прокладено автомобільну дорогу.
У правобережній (південні) частині греблі споруджено три водопропускних шлюзи, а біля лівого берега розміщено машинний зал із двома турбінами типу Каплан, виготовленими компаніями Andritz та Escher-Wyss. Генератори для ГЕС поставлені компанією Siemens-Schuckert. В підсумку це обладнання забезпечує річне виробництво близько 400 млн кВт·год.
Видача продукції відбувається по ЛЕП, яка працює під напругою 220 кВ.
Станом на середину 2010-х років планувалось спорудити спеціальні канали для пропуску риби та відновлення природної біосфери річки.